# Fałszywy prorok
Fałszywy prorok – w religiach abrahamicznych określenie osoby bezpodstawnie przypisującej sobie tytuł przywódcy charyzmatycznego. Oznacza, że twierdzenia o otrzymaniu daru prorokowania przez tę osobę są kłamstwem.

## WBiblii

### WST
Z Pwt 13,1-5 wynika, że jeżeli ktoś potrafi przepowiadać przyszłe wydarzenia, to nawet jeśli te wydarzenia się spełnią, nie oznacza to automatycznie, że ta osoba jest "prawdziwym" prorokiem:

Tych wszystkich rzeczy, przeze mnie nakazanych, pilnie będziesz przestrzegał, by je wykonać: niczego nie dodasz i niczego nie ujmiesz. Jeśli powstanie u ciebie prorok, lub wyjaśniacz snów, i zapowie znak lub cud i spełni się znak albo cud, jak ci zapowiedział, a potem ci powie: «Chodźmy do bogów obcych – których nie znałeś – i służmy im», nie usłuchasz słów tego proroka, albo wyjaśniacza snów. Gdyż Pan, Bóg twój, doświadcza cię, chcąc poznać, czy miłujesz Pana, Boga swego, z całego swego serca i z całej duszy. Za Panem, Bogiem swoim, pójdziesz. Jego się będziesz bał, przestrzegając Jego poleceń. Jego głosu będziesz słuchał, Jemu będziesz służył i przylgniesz do Niego.

W hebrajskiej Biblii znajduje się kilka przykładów doświadczania wiary swoich poddanych przez Jahwe za pomocą "złych sił". Doświadczani są między innymi Hiob (Hi 1-2), Dawid (1 Krn 21,1; 2 Sm 24,1) czy Saul (1 Sm 16,15; 18,10). W 1 Krl 22,19-23 napisano, że Bóg poprosił swoich "doradców" w niebie, jak powinien postąpić z fałszywymi prorokami:

Tamten zaś dalej mówił: «Dlatego słuchaj wyroku Pańskiego! Ujrzałem Pana siedzącego na swym tronie, a stały przy Nim po Jego prawej i po lewej stronie wszystkie zastępy niebieskie. Wówczas Pan rzekł: "Kto zwiedzie Achaba, aby poszedł i poległ w Ramot w Gileadzie?". Gdy zaś jeden rzekł tak, a drugi mówił inaczej, wystąpił pewien duch i stanąwszy przed Panem, powiedział: "Ja go zwiodę". Wtedy Pan rzekł do niego: "Jak?" On zaś odrzekł: "Wyjdę i stanę się duchem kłamstwa w ustach wszystkich jego proroków". Wówczas rzekł: "Możesz zwieść, to ci się uda. Idź i tak uczyń!". Dał więc Pan teraz ducha kłamstwa w usta tych wszystkich twoich proroków. A na ciebie Pan ma zesłać nieszczęście».

Według Starego Testamentu fałszywym prorokiem jest ten, kto przepowiada rzeczy przyszłe, ale nie w imieniu Jahwe, oraz ten, kto przepowiada rzeczy przyszłe rzekomo w imieniu Jahwe, ale proroctwa te się nie spełniły.

### WNT
W Nowym Testamencie poglądy na fałszywych proroków są podobne jak w Starym. W Mt 7,15-23 Jezus podczas kazania na górze mówi:

Strzeżcie się fałszywych proroków, którzy przychodzą do was w owczej skórze, a wewnątrz są drapieżnymi wilkami. Poznacie ich po ich owocach. Czy zbiera się winogrona z ciernia, albo z ostu figi? Tak każde dobre drzewo wydaje dobre owoce, a złe drzewo wydaje złe owoce. Nie może dobre drzewo wydać złych owoców ani złe drzewo wydać dobrych owoców. Każde drzewo, które nie wydaje dobrego owocu, będzie wycięte i w ogień wrzucone. A więc: poznacie ich po ich owocach. Nie każdy, który Mi mówi: "Panie, Panie!", wejdzie do królestwa niebieskiego, lecz ten, kto spełnia wolę mojego Ojca, który jest w niebie. Wielu powie Mi w owym dniu: "Panie, Panie, czy nie prorokowaliśmy mocą Twego imienia, i nie wyrzucaliśmy złych duchów mocą Twego imienia, i nie czyniliśmy wielu cudów mocą Twego imienia?" Wtedy oświadczę im: "Nigdy was nie znałem. Odejdźcie ode Mnie wy, którzy dopuszczacie się nieprawości!"

Jezus w mowie proroczej mówi, że na "końcu czasów" pojawią się fałszywi prorocy, potrafiący czynić nadnaturalne znaki. Według Mt 24,10-13;24:

Wówczas wielu zachwieje się w wierze; będą się wzajemnie wydawać i jedni drugich nienawidzić. Powstanie wielu fałszywych proroków i wielu w błąd wprowadzą; a ponieważ wzmoże się nieprawość, oziębnie miłość wielu. Lecz kto wytrwa do końca, ten będzie zbawiony. [...] Powstaną bowiem fałszywi mesjasze i fałszywi prorocy i działać będą wielkie znaki i cuda, by w błąd wprowadzić, jeśli to możliwe, także wybranych.

W Ewangelii Łukasza Jezus wspomina o tym, iż fałszywi prorocy byli powszechnie chwaleni przez innych ludzi (Łk 6,26):

Biada wam, gdy wszyscy ludzie chwalić was będą. Tak samo bowiem przodkowie ich czynili fałszywym prorokom.

W Dz 13,6-12 czytamy, że Szaweł i Barnaba spotkali na Cyprze fałszywego proroka imieniem Elimas Bar-Jezus, który za swoje prorokowanie został ukarany:

Gdy przeszli przez całą wyspę aż do Pafos, spotkali pewnego maga, fałszywego proroka żydowskiego, imieniem Bar-Jezus, który należał do otoczenia prokonsula Sergiusza Pawła, człowieka roztropnego. Ten, wezwawszy Barnabę i Szawła, chciał słuchać słowa Bożego. Lecz przeciwstawił się im Elimas – mag (tak bowiem tłumaczy się jego imię), usiłując odwieść prokonsula od wiary. Ale Szaweł, który także zwie się Paweł, napełniony Duchem Świętym spojrzał na niego uważnie i rzekł: «O, synu diabelski, pełny wszelkiej zdrady i wszelkiej przewrotności, wrogu wszelkiej sprawiedliwości, czyż nie zaprzestaniesz wykrzywiać prostych dróg Pańskich? Teraz dotknie cię ręka Pańska: będziesz niewidomy i przez pewien czas nie będziesz widział słońca». Natychmiast spadły na niego mrok i ciemność. I chodząc wkoło, szukał kogoś, kto by go poprowadził za rękę. Wtedy prokonsul widząc, co się stało, uwierzył, zdumiony nauką Pańską.

2 List świętego Piotra (2 P 2, 1-3) ostrzega, że pojawią się fałszywi nauczyciele, tak jak niegdyś pojawili się fałszywi prorocy:

Znaleźli się jednak fałszywi prorocy wśród ludu tak samo, jak wśród was będą fałszywi nauczyciele, którzy wprowadzą wśród was zgubne herezje. Wyprą się oni Władcy, który ich nabył, a sprowadzą na siebie rychłą zgubę. A wielu pójdzie za ich rozpustą, przez nich zaś droga prawdy będzie obrzucona bluźnierstwami; dla zaspokojenia swej chciwości obłudnymi słowami was sprzedadzą ci, na których wyrok potępienia od dawna jest w mocy, a zguba ich nie śpi.

1 List świętego Jana (1 J 4, 1-3) ostrzega:

Umiłowani, nie dowierzajcie każdemu duchowi, ale badajcie duchy, czy są z Boga, gdyż wielu fałszywych proroków pojawiło się na świecie. Po tym poznajecie Ducha Bożego: każdy duch, który uznaje, że Jezus Chrystus przyszedł w ciele, jest z Boga. Każdy zaś duch, który nie uznaje Jezusa, nie jest z Boga; i to jest duch Antychrysta, który – jak słyszeliście – nadchodzi i już teraz przebywa na świecie.

W Apokalipsie świętego Jana "Fałszywy Prorok" jest określeniem na przedstawiciela Antychrysta – Bestii. W Ap 13,11-18 Jan pisze o fałszywym proroku:

Potem ujrzałem inną Bestię, wychodzącą z ziemi: miała dwa rogi podobne do rogów Baranka, a mówiła jak Smok. I całą władzę pierwszej Bestii przed nią wykonuje, i sprawia, że ziemia i jej mieszkańcy oddają pokłon pierwszej Bestii, której rana śmiertelna została uleczona. I czyni wielkie znaki, tak iż nawet każe ogniowi zstępować z nieba na ziemię na oczach ludzi. I zwodzi mieszkańców ziemi znakami, które jej dano uczynić przed Bestią, mówiąc mieszkańcom ziemi, by wykonali obraz Bestii, która otrzymała cios mieczem, a ożyła. I dano jej, by duchem obdarzyła obraz Bestii, tak iż nawet przemówił obraz Bestii i by sprawił, że wszyscy zostaną zabici, którzy nie oddadzą pokłonu obrazowi Bestii. I sprawia, że wszyscy: mali i wielcy, bogaci i biedni, wolni i niewolnicy otrzymują znamię na prawą rękę lub na czoło i że nikt nie może kupić ni sprzedać, kto nie ma znamienia – imienia Bestii lub liczby jej imienia. Tu jest [potrzebna] mądrość. Kto ma rozum, niech liczbę Bestii przeliczy: liczba to bowiem człowieka. A liczba jego: sześćset sześćdziesiąt sześć.

Jan pisze również, że Fałszywy Prorok ostatecznie "znajdzie się w morzu ognia i siarki" (Ap 20,11):

A diabła, który ich zwodzi, wrzucono do jeziora ognia i siarki, tam gdzie są Bestia i Fałszywy Prorok. I będą cierpieć katusze we dnie i w nocy na wieki wieków.

Niektórzy uważają, że Fałszywy Prorok znany z Apokalipsy jest trzecią osobą "piekielnej trójcy", którą tworzy razem z Szatanem i Antychrystem, i że trójca ta ma w zamiarze walczyć z Trójcą Świętą.

## W islamie
Większość muzułmanów wierzy, że Mahomet był ostatnim z proroków, więc każdy, kto obwoływał się prorokiem po jego śmierci, jest według nich fałszywym prorokiem. Do osób takich należą między innymi Mirza Gulam Ahmad, Rashad Khalifa czy Bahá'u'lláh. Musajlima z kolei żył w czasach Mahometa, ale był przez niego ośmieszany, krytykowany i uznany za fałszywego proroka. Ponadto Koran krytykuje i ostrzega fałszywych proroków. W surze 6,93 jest napisane:

A kto jest bardziej niesprawiedliwy aniżeli ten, który wymyśla kłamstwo przeciwko Bogu? Albo który mówi: "Zostało mi objawione!" – a nic mu nie zostało objawione i który mówi: "Ja ześlę coś podobnego do tego, co zesłał Bóg!". Gdybyś mógł widzieć niesprawiedliwych przebywających w otchłaniach śmierci i aniołów z wyciągniętymi rekami: "Wyprowadźcie wasze dusze! Dzisiaj otrzymacie zapłatę – karę poniżenia – za to, iż mówiliście nieprawdę przeciw Bogu i wynosiliście się dumnie ponad Jego znaki!".